# ハインリヒ・ミュッケ

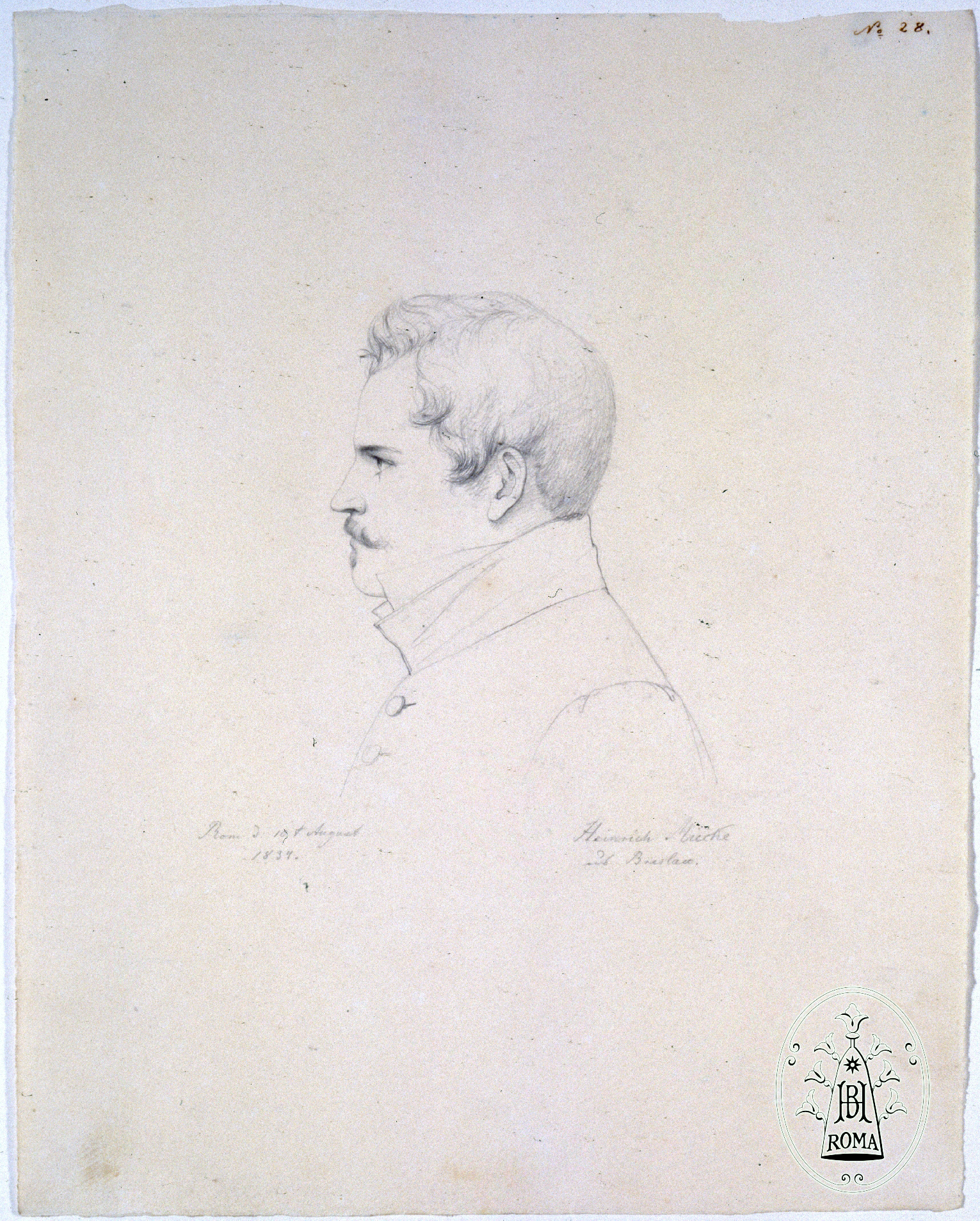
ハインリヒ・ミュッケ(1834年頃:作者不詳)

ハインリヒ・ミュッケ（Heinrich Karl Anton Mücke、1806年4月9日 - 1891年1月16日）はドイツの画家である。

## 略歴
現在はポーランド領のヴロツワフ（ブレスラウ）で生まれた。ケーニッヒ（Johann Heinrich Christoph König d. Ä）から絵画を学んだ後、ベルリンの美術アカデミーに入学し、フリードリッヒ・ヴィルヘルム・フォン・シャドーの弟子の一人となった。1826年にシャドーがデュッセルドルフ美術アカデミーの校長に任じられると、ミュッケもシャドーに従って、デュッセルドルフに移った。シャドーのもとで、装飾画の古いフレスコ技法の再現などを研究した。1833年にプロイセン政府の一年間の奨学金を得て、1834年から1835年の間、イタリアに留学した。
宗教的なテーマや歴史の題材を描いた。
1844年からデュッセルドルフ美術アカデミーで教えはじめ1848年に教授となった。1848年にデュッセルドルフに作られた芸術協会「マルカステン」の創立メンバーとなった。1852年にプロイセン政府から赤鷲章を受勲した。

## 作品
- 天使によって運ばれるアレクサンドリアのカタリナ, 1836
- Das Christentum,1835
- 神聖ローマ皇帝アドルフ, 1841